# Faschistische Schablonenbilder
Faschistische Schablonenbilder wurden vor allem während der faschistischen Diktatur unter Benito Mussolini 1925–1943 in Italien verwendet und danach unter ihm in der Republik von Salo eingesetzt. Das Anbringen dieser Schablonenbilder an die Außenwände der Häuser geschah auf Befehl der PNF und diente rein propagandistischen Zwecken.
Die Schablonenbilder wurden vor allem an Häusern, die bei den Ortseinfahrten standen, sowie an Gebäuden der PNF angebracht. Als Vorlagen dienten unter anderem bekannte Mussolini-Porträts und -zitate. Aber auch DVX- bzw. Duce-Schriftzüge wurden an die Außenwände der Häuser angebracht. Durch das Anbringen wurden die Häuser zu Werbetafeln Mussolinis und des italienischen Faschismus.
Die Schablonenbilder sind teilweise bis heute erhalten und vor allem in Norditalien zu besichtigen.